# Gore Bay-Manitoulin Airport
Gore Bay-Manitoulin Airport är en flygplats i Kanada.   Den ligger i Manitoulin District och provinsen Ontario, i den sydöstra delen av landet, 500 km väster om huvudstaden Ottawa. Gore Bay-Manitoulin Airport ligger 193 meter över havet.
Terrängen runt Gore Bay-Manitoulin Airport är platt. Runt Gore Bay-Manitoulin Airport är det mycket glesbefolkat, med 2 invånare per kvadratkilometer.. Närmaste större samhälle är Gore Bay, 9,0 km öster om Gore Bay-Manitoulin Airport. 